# Manfred Ach (escritor)
Manfred Ach (Grünwald, 21 de noviembre de 1946) es un escritor y editor alemán.

## Vida
Manfred Ach estudió Germanística, Filosofía y Teología en la Universidad Ludwig Maximilian de Múnich. Trabajó como profesor a tiempo completo durante 33 años, de los cuales 30 años fue parte de la dirección de un gimnasio. Además, desempeñó actividades secundarias y voluntarias, entre ellas, 15 años en la redacción de una revista mensual pedagógica y 15 años en la junta directiva de la "Iniciativa de padres para ayudar contra la dependencia emocional y el extremismo religioso". Vive en Baviera y Viena.
Ach es escritor desde 1964, con un enfoque literario en la poesía, la prosa breve y los aforismos. Su primer libro de poesía se publicó en 1967. Hasta 2019, Ach ha publicado más de 200 libros y medios propios. Además, ha publicado 1600 contribuciones en 545 medios impresos (antologías, libros, periódicos, revistas y cuadernos de textos).
Ach fue cofundador en 1976 de la editorial de la Asociación para Cuestiones Religiosas y de Cosmovisión (ARW), que dirige en solitario desde 1991. La ARW publica material de fuentes sobre pseudociencias, grupos religiosos marginales, cultos extremistas, sectas ideológicas y fundamentalismos, así como "literatura crítica y apologética y curiosidades del subsuelo de Occidente". En la ARW, Ach ha editado alrededor de 300 títulos de otros autores. Además, ha aportado libros de divulgación y ha publicado sus Notas de Monje en 72 entregas.
Desde que Viena se convirtió en su lugar de residencia preferido, se unió en 2009 a la Asociación de Autores de Graz.
En 2018, la Sociedad de Poesía Contemporánea e. V. (GZL) mostró una exposición de sus libros en la Casa del Libro en Leipzig.

## Publicaciones

### Libros[4][5][6]
- Panoramatisches. Eine Auswahl von Veröffentlichungen in Zeitschriften, Anthologien und Literaturforen 2012-2018. Bavaria/Viena 2018 (Edition Ludwig im Tale) (Panorámico. Una selección de publicaciones en revistas, antologías y foros literarios 2012-2018. Baviera/Viena 2018)
- Banalität und Barbarei. Michael Heininger: Zeichnungen. Manfred Ach: Vorwort und Aphorismen. München 2017 (Verlag Christoph Dürr) (Banalidad y barbarie. Michael Heininger: Dibujos. Manfred Ach: Prólogo y aforismos. Múnich 2017)
- Wie Hitler wurde, was er war. Der aktuelle Befund. München 2016 (Dokumentations-Edition der ARW) (Cómo Hitler se convirtió en lo que fue. El informe actual. Múnich 2016)
- KrACHer. Affos. Wien 2015 (Verlagshaus Hernals) (Explosiones. Aforismos. Viena 2015)
- Meine Wenigkeit. Aphorismen. Aachen 2012 (Shaker Media) (Mi humildad. Aforismos. Aquisgrán 2012)
- Von mir aus (Band 1–12). München 2011/12 (Edition Ludwig im Tale) (Por mi parte. (Volumen 1-12). Múnich 2011/12)
- Das Nekrodil. Wie Hitler wurde, was er war. München 2010 (Irmin-Edition der ARW) (El Nekrodil. Cómo Hitler se convirtió en lo que fue. Múnich 2010)
- Hey Joe. Prosa. Augsburg 2008 (Maro Verlag) (Hey Joe. Prosa. Augsburgo 2008)
- Am Tisch der Sehnsucht. Gedichte. Mit Bildern von Orsa. München 2004 (Edition Ludwig im Tale) (En la mesa del anhelo. Poemas. Con imágenes de Orsa. Múnich 2004)
- Zu Rande gekommen. Gedichte. München 2003 (Edition Ludwig im Tale) (Llegado al límite. Poemas. Múnich 2003)
- Zwiefacher. Prosa. München 2002 (Edition Ludwig im Tale) (Zwiefacher. Prosa. Múnich 2002)
- Cadavre exquis oder corpus delicti. Mit Cartoons von Michael Heininger. München 2002 (Verlag der Galerie Christoph Dürr) (Cadáver exquisito o corpus delicti. Con caricaturas de Michael Heininger. Múnich 2002)
- Das betretene Schweigen. Gedichte. München 2001 (Hagen Verlag) (El silencio incómodo. Poemas. Múnich 2001)
- WerkStattBericht. Prosa. Augsburg 1998 (Maro Verlag) (Informe de taller. Prosa. Augsburgo 1998)
- HalloWien. Lyrik und Prosa. München 1997 (Edition Ludwig im Tale) (HalloViena. Poesía y prosa. Múnich 1997)
- Schädellektion. Prosa, mit Bildern von Wolfgang Krinninger. München 1996 (Attila Maria Edition) (Lección de calavera. Prosa, con imágenes de Wolfgang Krinninger. Múnich 1996)
- Mit Engels Zunge. Tanka-Ketten. München 1996 (Edition Ludwig im Tale) (Con lengua de ángel. Cadenas de tanka. Múnich 1996)
- Fraktale Fabeln. Drei Endlos-Texte. München 1995 (Hagen Verlag) (Fábulas fractales. Tres textos infinitos. Múnich 1995)
- Geschichten aus der Brunnenwelt. Prosa. München 1994 (Attila Maria Edition) (Historias del mundo del pozo. Prosa. Múnich 1994)
- Husarenstücke. Handstreiche in Prosa und Vers. München 1992 (Hagen Verlag) (Aventuras de húsares. Golpes de mano en prosa y verso. Múnich 1992)
- Blick über den VenusHügel. Sprechstück. Mit Benedikt Kronenbitter und Anton Wallner. München 1992 (Medusa Verlag) (Vista sobre el monte de Venus. Pieza hablada. Con Benedikt Kronenbitter y Anton Wallner. Múnich 1992)
- Zündsilben. 100 Haiku, mit 50 Streichholzbildern von Ugo Dossi. München 1991 (Hagen Verlag) (Sílabas encendidas. 100 Haiku, con 50 imágenes de fósforos de Ugo Dossi. Múnich 1991)
- Alte Fotos. Prosa**. Augsburg 1990 (Maro Verlag) (Fotos antiguas. Prosa. Augsburgo 1990)
- Gefährlich ist der bunte Rock. 40 Gedichte. München 1990 (Hagen Verlag) (Peligroso es el abrigo colorido. 40 poemas. Múnich 1990)
- Zungensalat / Launige Litaneien. Mit Cartoons von Michael Heininger**. München 1990 (Hagen Verlag) (Ensalada de lengua / Letanías jocosas. Con caricaturas de Michael Heininger. Múnich 1990)
- Das Himmelsalphabet. 72 Gedichte. München 1989 (Nada-Edition der ARW) (El alfabeto celestial. 72 poemas. Múnich 1989)
- Joris-Karl Huysmans und die okkulte Dekadenz. Mit Johannes Jörgensen. München 1980 (Nada-Edition der ARW) (Joris-Karl Huysmans y la decadencia oculta. Con Johannes Jörgensen. Múnich 1980)
- Untertagwerk. Ausgewählte Gedichte 1964-1974. Augsburg 1979 (Maro Verlag) (Trabajo subterráneo. Poemas seleccionados 1964-1974. Augsburgo 1979)
- Anarchismus. München 1979 (EPV-Verlag) (Anarquismo. Múnich 1979)
- Percussion. Langes Gedicht für Pietro Valpreda. Hamburg 1977 (Edition Nautilus) (Percusión. Poema largo para Pietro Valpreda. Hamburgo 1977)
- An der Nase des Mannes erkennt man den Johannes. Cartoons: Michael Heininger. München 1975 (Georg Lentz Verlag) (Por la nariz del hombre se reconoce al Johannes. Caricaturas: Michael Heininger. Múnich 1975)
- Beste Empfehlungen. Gedichte von '68 und danach. Hamburg 1974 (MaD Verlag Lutz Schulenburg) (Mejores recomendaciones. Poemas del '68 y después. Hamburgo 1974)
- Gegendarstellungen. Lyrische Parodien, hrsg. zusammen mit Manfred Bosch**. Atelier Verlag, Andernach 1974 (Réplicas. Parodias líricas, editadas junto con Manfred Bosch. Atelier Verlag, Andernach 1974)
- Moratorium. Prosa. Mit 38 Illustrationen des Autors**. Augsburg 1973 (Maro Verlag) (Moratoria. Prosa. Con 38 ilustraciones del autor. Augsburgo 1973)
- Undine. Lyrik. Graphiken von Winfrid Jerney. Collagen: Ach und Jerney. München 1967 (Undine. Poesía. Gráficos de Winfrid Jerney. Collages: Ach y Jerney. Múnich 1967)
- Bild & Ton (Auswahl)
- Highpriest. CD. Mit Peter Frohmader (Musik) und Mathias Erbe (Booklet). München 2008 (Nekropolisrecords) (Sumo sacerdote. CD. Con Peter Frohmader (música) y Mathias Erbe (folleto). Múnich 2008)
- Mit meines Maules Trommel. Manfred Ach liest Litaneien. CD, München 2007 (Con el tambor de mi boca. Manfred Ach lee letanías. CD, Múnich 2007)
- Jazz an Prosa. Manfred Ach liest „Zwiefacher“ (mit Constanze Pabst). Am Piano: Wendl Heiß. Doppel-CD, München 2006** (Jazz en prosa. Manfred Ach lee "Zwiefacher" (con Constanze Pabst). Al piano: Wendl Heiß. Doble CD, Múnich 2006)
- WerkStattBericht. Doppel-CD. Inszenierte Lesung. Anders Ateliers Wien 2005 (Informe de taller. Doble CD. Lectura escenificada. Anders Ateliers Viena 2005)
- sage & schreibe. Eine poetische Performance von Manfred Ach. DVD. Produktion: Wolfgang Neugebauer. München
- 2005** (decir y escribir. Una actuación poética de Manfred Ach. DVD. Producción: Wolfgang Neugebauer. Múnich 2005)
- Kunstschnee. Live-Mitschnitt einer Lesung von Manfred Ach. DVD. Produktion Wolfgang Neugebauer. München 2005 (Nieve artificial. Grabación en vivo de una lectura de Manfred Ach. DVD. Producción Wolfgang Neugebauer. Múnich 2005)
- - Die Geschichte der Bibel. Das Alte Testament in einer Bearbeitung für Kinder. 9 LPs / Kassetten. München 1973f (Ariola) (La historia de la Biblia. El Antiguo Testamento en una adaptación para niños. 9 LPs / cassettes. Múnich 1973s)
- Undine. Lyrik. Graphiken von Winfrid Jerney. Collagen: Ach und Jerney. München 1967 (Undine. Poesía. Gráficos de Winfrid Jerney. Collages: Ach y Jerney. Múnich 1967)
- Bild & Ton (Auswahl)
- Highpriest. CD. Mit Peter Frohmader (Musik) und Mathias Erbe (Booklet). München 2008 (Nekropolisrecords) (Sumo sacerdote. CD. Con Peter Frohmader (música) y Mathias Erbe (folleto). Múnich 2008)
- Mit meines Maules Trommel. Manfred Ach liest Litaneien. CD, München 2007 (Con el tambor de mi boca. Manfred Ach lee letanías. CD, Múnich 2007)
- Jazz an Prosa. Manfred Ach liest „Zwiefacher“ (mit Constanze Pabst). Am Piano: Wendl Heiß. Doppel-CD, München 2006 (Jazz en prosa. Manfred Ach lee "Zwiefacher" (con Constanze Pabst). Al piano: Wendl Heiß. Doble CD, Múnich 2006)
- WerkStattBericht. Doppel-CD. Inszenierte Lesung. Anders Ateliers Wien 2005 (Informe de taller. Doble CD. Lectura escenificada. Anders Ateliers Viena 2005)
- sage & schreibe. Eine poetische Performance von Manfred Ach. DVD. Produktion: Wolfgang Neugebauer. München 2005 (decir y escribir. Una actuación poética de Manfred Ach. DVD. Producción: Wolfgang Neugebauer. Múnich 2005)
- Kunstschnee. Live-Mitschnitt einer Lesung von Manfred Ach. DVD. Produktion Wolfgang Neugebauer. München 2005 (Nieve artificial. Grabación en vivo de una lectura de Manfred Ach. DVD. Producción Wolfgang Neugebauer. Múnich 2005)
- Die Geschichte der Bibel. Das Alte Testament in einer Bearbeitung für Kinder. 9 LPs / Kassetten. München 1973f (Ariola) (La historia de la Biblia. El Antiguo Testamento en una adaptación para niños. 9 LPs / cassettes. Múnich 1973s)